# Tomasz Lorek
Tomasz Lorek (ur. 8 sierpnia 1973 we Wrocławiu) – polski dziennikarz sportowy, komentator telewizyjny zajmujący się sportami motorowymi i tenisem.
Początkowo związany z wrocławską telewizją Echo i "Tygodnikiem Żużlowym", następnie sprawozdawca Wizja TV. W 2003 związany z Canal+ jako reporter cyklu Grand Prix. Od 2005 w dziale sportowym Polsatu Sport.
Najbardziej znany z komentowania żużla (Grand Prix, lig: polskiej, brytyjskiej i szwedzkiej), ponadto zajmuje się Formułą 1, motocrossem, sportami motorowodnymi i tenisem.
Felietonista angielskiego tygodnika "Speedway Star" oraz polskiego miesięcznika "Tenis".